# Gabriel García Moreno (cineasta)
Gabriel García Moreno   (Tacubaya, 23 de febrer de 1897 - Mixcoac, 20 de gener de 1943) va ser un cineasta mexicà que va dirigir tres dels primers llargmetratges en la història del cinema mexicà.

## Filmografia
- 1925: El buitre[1]
- 1926: Misterio[3]
- 1926: El tren fantasma[2]
- 1927: El puño de hierro[3]